# Lojban
Die Plansprache Lojban [ˈloʒban] (Sprachcode nach ISO 639-2: jbo) wurde 1987 von der Logical Language Group entwickelt. Sie basiert auf der ebenfalls künstlichen Sprache Loglan. Bei der Entwicklung wurde besonderer Wert darauf gelegt, eine benutzbare, möglichst umfassende und frei verfügbare Sprache zu schaffen. Der Wortschatz der Grundwörter ist aus Wortstämmen der sechs weltweit meistgesprochenen Sprachen nach einem bestimmten Algorithmus gebildet. Diese Ursprungssprachen sind Arabisch, Chinesisch, Englisch, Hindi, Russisch, Spanisch.
Ein spezifisches Merkmal von Lojban ist, dass die bedeutungstragenden Wörter nicht in Verben, Substantive usw. unterschieden werden. Die Grammatik ist streng nach Gesichtspunkten der Prädikatenlogik aufgebaut. Der Satzbau ist durch viele Strukturwörter flexibel. Im Gegensatz zum Deutschen müssen in Lojban Numerus (Anzahl) und Tempus (Zeit) nicht ausdrücklich angegeben werden, während ein Genus (grammatisches Geschlecht) nicht existiert. Für den Fall, dass der Sprecher Wert auf diese Informationen legt, kann er sie mit Strukturwörtern detailliert äußern.

## Entstehung
Lojban ist eine Weiterentwicklung der Sprache Loglan, die 1955 von James Cooke Brown entwickelt wurde, um den Einfluss von Sprache auf die Gedanken der Sprecher zu überprüfen. Nach dieser Theorie (Sapir-Whorf-Hypothese) bestimmt eine Sprache, welche Gedanken gedacht und welche nicht gedacht werden können. Loglan sollte es den Sprechern mit einer logischen und flexiblen Grammatik ermöglichen, Gedanken zu fassen, die in natürlichen Sprachen nicht formulierbar sind.
Die LLG (Logical Language Group) (jbo: la lojbangirz) – eine Gruppe aus Washington DC – entschied sich 1987, mit dem „Loglan Institute“ von James Cooke Brown zu brechen und ein separates Projekt zu starten. Diesen Entschluss fassten sie, da Brown sich lange Zeit weigerte, eine vorläufige Version seiner Sprache zu veröffentlichen, wodurch man sie aber auch nicht ausprobieren konnte.
Um rechtliche Schwierigkeiten zu umgehen, konstruierte die LLG das Lojban-Vokabular komplett neu. Trotzdem kam es zum Prozess, bei dem Brown auf sein Urheberrecht pochte, der jedoch zugunsten der LLG ausging. Die Grammatik wurde zu einem großen Teil genau übernommen, aber danach noch stark ausgebaut. Die Gruppe arbeitete mehrere Jahre an der Sprache, bis 1997 die vollständige Grammatik im Buch The Complete Lojban Language von John Cowan veröffentlicht wurde. Heute gibt es laut den Angaben auf lojban.org rund 1500 Interessierte, mehr als 100 Schreiber, die regelmäßig Online-Texte veröffentlichen, ein paar Dutzend, die mehr oder weniger gut sprechen können, und eine Handvoll Menschen, die Lojban wirklich fließend beherrschen.

## Schrift und Phonologie
Lojban hat eine streng phonologische Schrift. Das bedeutet, dass man jedem Buchstaben genau ein Phonem der Sprache zuordnen kann. Es wurden eigens optimierte weitere Schriftsysteme entwickelt, das Druckschriftsystem zbalermorna und das Schreibschriftsystem srilermorna, im Folgenden wird aber nur das Schriftsystem vorgestellt, das ein adaptiertes lateinisches Alphabet mit diesen Buchstaben verwendet:
| a
| b
| c
| d
| e
| f
| g
| i
| j
| k
| l
| m
| n
| o
| p
| r
| s
| t
| u
| v
| x
| y
| z
| .
| ' |
<h>, <q> und
<w> werden nicht verwendet, dafür kommen die Buchstaben
<.> (Punkt) und
<'> (Apostroph) hinzu.
Die Buchstaben werden allesamt als Minuskeln geschrieben. Majuskeln kommen nur als Indikator für eine von der Norm abweichende Betonung eines Wortes vor. Normalerweise werden die Wörter auf der vorletzten Silbe betont, dies kann aber zum Beispiel bei Eigennamen unerwünscht sein. So schreibt man die Stadt „Paris“ auf Lojban „paRIS“, da ansonsten die Betonung auf das „pa“ fiele.
Die Vokale <a> <e> <i> <o> <u> können lang/kurz bzw. gespannt/ungespannt ausgesprochen werden, ohne dass sich die Bedeutung ändert. Die Konsonanten
<b> <d> <f> <g> <k> <l> <m> <n> <p> <r> <t> können alle wie die häufigste Realisierung im Deutschen ausgesprochen werden. Das <c> wird wie /⁠ʃ⁠/ (Schule), <j> wie /⁠ʒ⁠/ (Journal), <v> wie /⁠v⁠/ (Welt), <x> wie /⁠x⁠/ (Dach), <y> als /⁠ə⁠/ (e-Schwa wie in „hatte“),
<z> wie /⁠z⁠/ (sägen), <s> wie /⁠s⁠/ (Eis), <'> wird als /⁠h⁠/ (Hund) ausgesprochen, und
<.> entspricht einer Pause, beziehungsweise dem Knacklaut /⁠ʔ⁠/ (kann verstanden werden als der Unterschied zwischen „verreisen“ /fɛʀɑɪzən/ und „vereisen“ /fɛʀʔɑɪzən/).
Die Buchstaben <y> <.> <'> werden speziell verwendet und zählen für die morphologischen Regeln weder als Konsonanten noch als Vokale. Zudem steht <'> niemals am Wortanfang oder -ende.
Neben diesen Buchstaben findet bei Fremdwörtern und Eigennamenwörtern noch <,> (Komma) Verwendung, um Silben entgegen den Standardregeln voneinander abzutrennen. Sonst enthält das Lojban-Alphabet keine Satz- oder Sonderzeichen. Es ist allerdings erlaubt, derartige Symbole zusätzlich zur Verdeutlichung in den Text einzufügen.

## Morphologie
Lojban enthält sehr strenge morphologische Regeln, um zu gewährleisten, dass sich jedes Wort allein durch seine Struktur in eine von drei Gruppen einordnen lässt. Die LLG legt großen Wert darauf, dass die Wortarten stets mit ihren Namen in Lojban benannt werden, damit sie terminologisch verwendet werden können und keine Missverständnisse entstehen. Trotzdem wird in diesem Artikel absichtlich eine deutsche Umschreibung für die Lojban-Wörter verwendet, um das Verständnis zu erleichtern. Für genauere Angaben, insbesondere wenn man mit anderen über die Sprache diskutiert, sollten immer die Original-Bezeichnungen der LLG verwendet werden.

### Satzwörter
Satzwörter (jbo: brivla) umfassen alle Bedeutung tragenden Wörter. Sie enden immer auf einen Vokal und müssen eine Konsonantenhäufung innerhalb der ersten fünf Buchstaben enthalten. Satzwörter lassen sich weiter in drei Gruppen einteilen:
1. Grundwörter (jbo: gismu) sind die wichtigsten Satzwörter. Sie bilden den Grundwortschatz. Man erkennt die Grundwörter an den beiden Formen CVCCV oder CCVCV (C = Konsonant, V = Vokal – die Buchstaben <y> <.> <'> kommen darin nicht vor). Es existieren rund 1600 Grundwörter, die allesamt eine klar definierte Umgebung haben. Näheres dazu im Abschnitt „Syntax“. Aus den Grundwörtern werden auch andere Wortarten wie Komposita oder Strukturwörter gebildet.
2. Komposita (jbo: lujvo) werden aus zwei oder mehreren umgeformten Grundwörtern zusammengesetzt.
3. Fremdwörter (jbo: fu'ivla) sind aus anderen Sprachen direkt übernommene Wörter, die an die Lojban-Phonologie angepasst werden.

Beispiele:
- gismu, lujvo und cmavo sind Grundwörter
- fu'ivla ist ein Kompositum
- spageti ist ein Fremdwort

### Strukturwörter
Strukturwörter (jbo: cmavo) erfüllen bestimmte syntaktische Aufgaben, die nicht von den Satzwörtern übernommen werden (vgl. Funktionswörter). Lojban enthält im Vergleich zu Deutsch sehr viele solche Wörter, da Lojban zum einen ohne Flexion auskommt und zum anderen auch Wörter für Funktionen existieren, die im Deutschen durch eine Veränderung der Stimmlage oder geschrieben durch Satzzeichen ausgedrückt werden. Zudem werden mehr Wörter benötigt, um die Syntax eindeutig zu machen. Strukturwörter haben in der aktuellen Version immer eine der Formen: | .V | .VV | .V'V | CV | CVV | CV'V |

### Eigennamenwörter
Eigennamenwörter (jbo: cmevla) enden immer auf einen Konsonanten, und alle Wörter, die auf einen Konsonanten enden, sind Eigennamen. Wenn Wörter aus anderen Sprachen als Eigennamenwörter ins Lojban übernommen werden sollen, wird normalerweise versucht, die Aussprache und nicht die Schreibung zu imitieren. Gegebenenfalls muss ein Konsonant (traditionellerweise, aber nicht zwingend, ein <s>) am Wortende hinzugefügt werden.
Beispiele:
```
Stefan → 
ctefan.

Anna → 
.anas.
```

## Grundlegende Syntax
Lojban beruht auf der Prädikatenlogik. Dies bedeutet unter anderem, dass jeder Satz in Lojban eine klare logische Aussage ermöglichen muss. Das kann jedoch nur gelingen, wenn die Syntax von vornherein eindeutig ist, also die Funktion jedes Morphems eindeutig bestimmt werden kann. Es ist in Lojban natürlich trotzdem möglich, Unsinn zu reden oder sich unklar oder missverständlich auszudrücken, selbst wenn der Text grammatisch korrekt ist, denn die viel zitierte „Unmissverständlichkeit“ Lojbans funktioniert nicht auf semantischer und schon gar nicht auf pragmatischer Ebene.
Lojban bedient sich dazu einiger Mittel, die im Vergleich zu natürlichen Sprachen ungewöhnlich sind. Jedes der etwa 1600 Grundwörter hat eine klar vordefinierte Relation zu den Wörtern, die es umgeben. Diese ist nach einem möglichst naheliegenden semantischen Konzept konstruiert, sodass in den meisten Fällen auf näher bestimmende Präpositionen, Affixe, Flexionen, oder andere morphologische Elemente verzichtet werden kann. Das heißt, jedes Grundwort kann als „Verb“ (jbo: selbri) verwendet werden, um einen Prädikatsatz (jbo: bridi) zu bilden. Im Sinne einer logischen Sprache werden – statt „Subjekten“ und „Objekten“ – Argumente (jbo: sumti) an einer bis fünf Stellen eingesetzt.
Beispiel
Das Grundwort klama (de: gehen, kommen, sich fortbewegen) bedingt eine fünfstellige Relation. Die fünf möglichen Argumente (im Allgemeinen durch die Zeichen x1 bis x5 ausgedrückt) haben folgende Bedeutung:
- x1 = sich bewegendes Objekt
- x2 = Zielort
- x3 = Ausgangsort
- x4 = Ort, an dem die Bewegung vorbeigeht
- x5 = Transportmittel

In dem Satz:
```
(1) 
mi klama la paRIS. la xamburk. la keln. lo karce
```

bestimmt klama also, dass:
- mi (Pronomen (Pro-sumti) „Ich“) das Objekt ist, das sich bewegt,
- la paRIS („Paris“) der Zielort (die Großschreibung in der letzten Silbe ist aus Gründen der Betonung),
- la xamburk („Hamburg“) der Ausgangsort der Reise ist,
- la keln („Köln“) ein Ort ist, über den gereist wird und
- lo karce („per Auto“) das Transportmittel ist, das dafür verwendet wird.

Auf Deutsch müsste der Satz dementsprechend so übersetzt werden:
```
Ich fahre nach Paris von Hamburg aus über Köln mit dem Auto.
```

Die Strukturwörter la und lo sind sogenannte „Deskriptoren“, die die darauffolgenden Wörter näher kennzeichnen. la steht vor Eigennamen. lo zeigt an, dass der Sprecher über ein oder mehrere tatsächliche Autos redet. (Lojban unterscheidet nicht zwischen Singular und Plural.) le dagegen bezeichnet gewisse Dinge oder insbesondere ein gewisses Ding, das der Sprecher als Auto bezeichnet, das aber nicht unbedingt auch eines ist.
Weitere Beispiele
```
(2) la .alis. viska la bob.

    [Eigenname:] Alice sehen [Eigenname:] Bob
    
Alice sieht Bob.
```

Das Grundwort viska bedingt eine dreistellige Relation, bei der das x1 angibt, wer etwas sieht, und das x2, was gesehen wird. Die dritte Stelle (unter welchen Umständen etwas gesehen wird) wird ausgelassen, da es in diesem Fall keine Rolle spielt.
dunda (= „geben“) ist – wie auch im Deutschen – dreistellig.
```
(3) mi dunda ti la bob.

    [Pronomen:ich] geben [Pronomen:das-hier] [Eigenname:] Bob
    
Ich gebe das hier (an) Bob.
```

Die Satzstellung ist insofern frei, als das Verb beliebig weit nach hinten geschoben werden darf, ohne die Bedeutung zu verändern. (Das Verb darf nicht ohne weitere Veränderungen an den Satzanfang gesetzt werden. Vgl. Beispiel (7)).
```
(4) la .alis. la bob. viska 

    [Eigenname:] Alice [Eigenname:] Bob sehen
    
Alice sieht Bob.
```

patfu (Vater sein) ist 2-stellig, wobei das x1 angibt, wer Vater ist, und x2, um wessen Vater es sich handelt. In Lojban werden also auch alle Konstruktionen, die im Deutschen mit dem Kopulaverb „sein“ gebildet werden, mit einem einfachen Satzwort dargestellt.
```
(5) mi do patfu

    ich du Vater-sein
    
Ich bin dein Vater.
```

```
(6) ta xamgu

    das-dort gut-sein
    
Das ist gut (für jemanden nach einem bestimmten Standard).
```

xamgu ist dreistellig mit der Struktur „x1 ist gut für x2 nach Standard x3“. Es ist allerdings möglich, Stellen von hinten wegzulassen, wenn sie unwichtig oder aus dem Kontext ersichtlich sind. Die Stellen bleiben allerdings implizit vorhanden, eine wirklich absolute Aussage, wie „Das ist gut.“, ist im Lojban daher ohne zusätzlichen Aufwand unmöglich.
Steht das Prädikat am Satzanfang, gilt das x1 als ausgelassen:
```
(7) karce
 

    Auto-sein
    
Das ist ein Auto.

    oder auch: 
„Vorsicht, Auto!“
```

### Änderung von Satzstellung und Argumentstruktur
Es ist im Grunde auch jede von den bis jetzt dargelegten Regeln abweichende Satzstellung möglich. Dazu muss allerdings mit Hilfe zusätzlicher Strukturwörter angegeben werden, wie der Satz zu verstehen ist. Dies geschieht mit Hilfe von fa, fe, fi, fo, fu, die für „jetzt folgt das x1“, „jetzt folgt das x2“ usw. stehen. Das ist besonders nützlich, um Stellen auszulassen, die eigentlich in der Mitte stehen.
```
(8) klama fi la xamburk. fa mi

    sich-begeben [x3:=] Hamburg [x1:=] ich
    
Von Hamburg komme ich.
```

Alternativ dazu kann man in die Struktur eines Satzwortes eingreifen und Funktionen von Stellen vertauschen. Dies geschieht mit den Strukturwörtern se (x1 wird mit x2 vertauscht), te (x1 mit x3), ve (x1 mit x4), xe (x1 mit x5). So werden Aussagen möglich, die im Deutschen am ehesten dem Passiv entsprechen. Aus dem Satzwort klama können somit folgende unterschiedliche Aussagen gebildet werden.
```
(9) x1    klama            x2        x3        x4        x5

    Geher geht             nach Ziel von … aus über      mit
```

```
    
x2    se klama         x1        x3        x4        x5

    Ziel  wird hingegangen von Geher von … aus über      mit
```

```
    
x3    te klama         x2        x1        x4        x5

    von   wird ausgegangen nach Ziel von Geher über      mit
```

```
    
x4    ve klama         x2        x3        x1        x5

    über  wird gegangen    nach Ziel von … aus von Geher mit
```

```
    
x5    xe klama         x2        x3        x4        x1

    mit   wird gegangen    nach Ziel von … aus über      von Geher
```

Durch die Vertauschung wird also die Struktur der Relation geändert. Die Bedeutung verändert sich nur insofern, als ein anderes Objekt auf der exponierten x1-Position liegt.
Es ist möglich, mehrere Vertauschungen hintereinander durchzuführen, um auch andere Stellen auszutauschen. setese tauscht etwa x2 und x3. Von dieser Möglichkeit wird allerdings selten Gebrauch gemacht.

### Änderung der Wortart
Ein entscheidendes Merkmal Lojbans ist, dass morphologisch nicht zwischen Wortarten wie Substantiv, Verb oder Adjektiven unterschieden werden kann. Dies wurde ganz bewusst so eingerichtet, um keine unnötigen Wortumbildungen wie Substantivierungen und dergleichen verwenden zu müssen. Dennoch können Satzwörter (allem voran die Grundwörter) je nach Stellung im Satz als unterschiedliche Wortarten interpretiert werden.
So wird in Beispiel (1) das Grundwort karce als Argument benutzt (mit dem Auto). Wird dieses Wort hingegen in dem Satz
```
(10) ti karce le prenu

     das-hier Auto-sein Person
     
Das ist ein Auto zum Transport von Personen
```

verwendet, agiert dasselbe Wort als Verb, denn karce kann als bis zu dreistellige Relation mit der Struktur „x1 ist ein Auto (motorisiertes Fahrzeug mit Rädern) zum Transport von x2 mit Antrieb x3“ eingesetzt werden.
Bei der Übersetzung ins Deutsche geht der Verb-Charakter natürlich verloren (es gibt nichts, das „autot“), allerdings ist hier die grammatische Funktion des Grundwortes karce dieselbe wie von typischen Handlungsverben wie „gehen“ (klama) oder „lesen“ (tcidu). Man vergleiche die folgenden Beispiele:
```
(11) le cribe cu klama

     Bär [Verb:] gehen
     
Ein Bär geht.
```

```
(12) le klama cu cribe

     Geher [Verb:] Bär-sein
     
Das Gehende ist ein Bär.
```

Das Strukturwort cu verhindert jeweils, dass die Satzwörter cribe und klama zusammenstoßen. Ohne cu würde innerhalb des Wirkungsbereichs des Deskriptors le eine Satzwortkette entstehen.
Die Funktionswörter se, te usw. können auch an Satzwörter angehängt werden, wenn sie als Argument gebraucht werden. Aus dem Wort viska kann man zum Beispiel lo se viska bilden, was dann etwa das Gesehene bedeutet:
```
(13) lo se viska cu melbi

     Gesehenes [Verb:] schön-sein
     
Das Gesehene ist schön.
```

### Satzwortketten
Bei Satzwortketten (jbo: tanru) werden mehrere Satzwörter aneinander gereiht. Dies ist in Lojban die gängige Variante, um auszudrücken, dass ein bestimmtes Wort die Bedeutung eines anderen modifiziert. Dies wird im Deutschen z. B. mit Adjektiven und Adverbien oder teilweise durch Komposita erreicht. Da in Lojban keine syntaktische Unterscheidung bei den bedeutungstragenden Wörtern vorgenommen wird, können solche Reihungen an all diesen Stellen eingesetzt werden.
```
(14) gerku zdani

    Hund-sein Haus-sein
    
Das ist ein „Hundehaus“.
```

Die Bedeutung solcher Ketten ist dabei nicht eindeutig festgelegt, sondern muss aus dem Kontext bestimmt werden. Es könnte sich hier z. B. um eine Hundehütte, ein Haus, das nach Hund riecht, oder ein Wohngebäude handeln, in dem das Halten von Hunden erlaubt ist.
Satzwortketten können entsprechend auch zu Nominalphrasen gemacht werden:
```
(15) lo gerku zdani cu xekri

    Hund-Haus [Verb:] schwarz-sein
    
Das „Hundehaus“ ist schwarz.
```

cu ist dabei ein Separator, der verhindert, dass der Ausdruck lo gerku zdani und xekri ineinander fließen. Anders ausgedrückt, wird xekri als Verb markiert. Ohne diesen Separator müsste man lo gerku zdani xekri als eine Art „Hundehaus-Schwarzes“ interpretieren.
Das bedeutet, wenn mehrere Satzwörter aufeinander folgen, werden diese von Links nach Rechts zusammengefasst und interpretiert (en: left grouping rule).
```
(16) barda gerku zdani

    
(
groß-sein Hund-sein
)
 Haus-sein
    
Das ist ein Haus für große Hunde.
```

Man beachte, dass zwar klar ist, welches Wort zu welchem in Beziehung steht, die Bedeutung aber wiederum nur aus dem Kontext erschlossen werden kann. Die einfachste Möglichkeit, um eine andere Gruppierung zu erzwingen, ist das Strukturwort bo, welches die beiden nächststehenden Wörter zusammenfasst:
```
(17) barda gerku bo zdani

    groß-sein 
(
Hund-sein bo Haus-sein
)

    
Das ist ein großes Hundehaus.
```

Daneben ist es z. B. mit bestimmten Strukturwörtern möglich, bestimmte Teile explizit einzuklammern oder logische Junktoren in die Reihe einzubauen, so dass Reihungen sehr komplex werden können. Ein häufig zitiertes Beispiel ist das der „pretty little girl school“ – ein Ausdruck, der auf Englisch sehr missverständlich sein kann. Auf Deutsch müsste man ihn automatisch weiter spezifizieren. („Schöne kleine Mädchenschule“, „Schöne Schule für kleine Mädchen“, „Schule für schöne, kleine Mädchen“ usw.) Auf Lojban können aus der Satzwortkette melbi cmalu nixli ckule (schön – klein – Mädchen – Schule) allein über das Einfügen von bo oder ähnlichen Strukturworten 40 verschiedene Aussagen gebildet werden (von denen natürlich die meisten keinen semantischen Sinn ergeben).

## Weitergehende Syntax

### Strukturwortklassen
Um die Syntax eindeutig interpretierbar zu machen, ist für jedes Strukturwort eindeutig festgelegt, in welchen Konstruktionen es auftreten darf. Strukturwörter, die sich syntaktisch gleich verhalten, werden in Klassen (jbo: selma'o) zusammengefasst.
Jede Klasse ist nach einem ihrer Elemente benannt, wobei der Name konventionell in Großbuchstaben geschrieben wird. <h> gilt dabei als der Großbuchstabe von <'>. Im Bereich Grundlegende Syntax kamen bereits die folgenden Klassen in Teilen vor:
- BO (bo) – Gruppierungspräzedenzmarker
- CU (cu) – Prädikatsseparator
- FA (fa, fe, fi, fo, fu) – Platzmarkierungen
- KOhA (mi, do, ti) – Pronomen
- LA (la) – Namensdeskriptoren
- LE (le, lo) – Satzwortdeskriptoren
- SE (se, te, ve, xe) – Satzwortinversionen

### Fragen
Wahrheitsfragen werden in Lojban mit xu (aus Klasse .UI) gebildet. Steht xu am Satzanfang, ist dies eine neutrale Frage über den ganzen Satz.
```
(18) xu la berlin. dotco

     [ist es wahr:] Berlin deutsch-sein
     
Ist Berlin deutsch?
```

Steht xu weiter hinten, so wird gezielt nach dem vorangehenden Satzteil gefragt. Dies wird im Deutschen häufig mit einer besonders starken Betonung erreicht.
```
(19) la berlin. dotco xu

     Berlin deutsch-sein [ist es wahr]
     
Berlin ist
 deutsch
?
```

Andere Fragen werden durch spezielle Fragewörter gebildet, die den Platz des erfragten Satzteils einnehmen. Das bedeutet, dass die Satzstellung nicht geändert wird. Fragewörter existieren für die meisten Strukturwortklassen, deren Mitglieder auch eine semantische Bedeutung haben. Die einfachsten Beispiele sind ma (aus KOhA, der Klasse der Pronomen) und mo (aus GohA, der Klasse der Proverben):
```
(20) ma viska ma

     [x1: Frage] sehen [x2: Frage]
     
Wer sieht was?
```

```
(21) la berlin. mo

     Berlin [Aussage: Frage]
     
Berlin ist/tut was?
```

### Negation
Die einfachste Form, um einen ganzen Satz zu verneinen, ist, na (aus NA) vor das Verb zu setzen. Die treffendste Übersetzung ist: „Es ist nicht der Fall, dass …“ na entspricht also dem logischen „nicht“ und macht daher keine Aussagen über eine mögliche Korrektur.
```
(22) le ninmu na tavla

     Frau [falsch:] sprechen
     
Die Frau spricht nicht.
 (Sie schweigt)
```

Alternativ ist es möglich, bestimmte Satzteile „skalar“ mit Strukturwörtern der Klasse NAhE zu verneinen, also eine alternative Lösung zu implizieren. Das wichtigste Beispiel ist na'e selbst:
```
(23) le ninmu cu na'e tavla

     Frau [Verb:] [anders als] sprechen
     
Die Frau 
spricht
 nicht.
 (Sie schreibt z.
 
B.)
```

na'e kann innerhalb von Satzwortketten benutzt werden, daher kann das cu nicht entfallen.

### Tempus, Aspekt und Ort
Lojban hat einen reichen Wortschatz, um Tempus und Aspekt einer Handlung darzustellen. Anders als im Deutschen muss ein Verb jedoch nicht hinsichtlich dieser Punkte markiert werden; die entsprechenden Strukturwörter dienen nur der Verdeutlichung. Die Übersetzungen der Beispiele in diesem Artikel sind daher nur eine mögliche Interpretation. Es könnte an den entsprechenden Stellen beispielsweise ebenso gut Vergangenheit stehen.
Neben den drei genannten Eigenschaften enthält Lojban auch Strukturwörter, um die räumliche Entfernung zwischen der gegenwärtigen Situation des Sprechers und dem Ort der Handlung anzugeben. In der Literatur zu Lojban ist in diesem Zusammenhang auch von einer „geistigen Reise“ die Rede: Der Sprecher führt den Zuhörer durch Zeit, Raum und Realität zum Ort der Handlung.
Alle diese Strukturwörter für zeitliche und räumliche Entfernung, Art der Handlung etc. verhalten sich syntaktisch gleich, werden aber aus traditionellen Gründen in verschiedene Klassen geordnet. Im Weiteren ist einfach von „Zeitmarkern“ die Rede. Die Standardposition ist direkt vor dem Verb.
Im folgenden Beispiel ist pu (aus PU) der Marker für die Vergangenheit, zu (aus ZU) der Marker für eine lange zeitliche und vi (aus VI) die Markierung für eine kurze räumliche Entfernung (jeweils nach Meinung des Sprechers).
```
(24) le nanmu puzu vi cusku noda

     Mann [Vergangenheit-weit weg] [Nähe] sagen [nichts]
     
Vor langer Zeit nicht weit von hier sagte der Mann nichts.
```

Wie auch bei na ist bei vorliegenden Zeitmarkierungen kein cu nötig.
```
(25) le nanmu pu'i reroi co'i vi klama

     Mann [erwiesen:] [zwei-mal] [vollbracht:] [Nähe] sich-begeben
     
Der Mann ist erwiesenermaßen in der Lage, sich zweimal erfolgreich in der Nähe zu bewegen.
```

Man beachte, dass die Plätze von klama bis auf das x1 unbesetzt sind. Die ganze Bewegung findet zwar in der Nähe statt, aber Ziel, Ausgangspunkt, Wegpunkte, sowie Fortbewegungsart sind unbekannt.
Es ist auch möglich, Zeitmarkierungen mit einem Satzwort zu benutzen, das durch einen Deskriptor zum Substantiv gemacht wird.
```
(26) le be'avu cusku

     [nördlich-weit] Sprecher
     
der weit nördlich von hier Sprechende
```

Weiterhin können Zeitmarker auch durch logische Junktoren verknüpft werden.

### Präpositionen
Lojban benötigt im Allgemeinen weniger Präpositionen als das Deutsche, da die Platzstruktur vieler Satzwörter Präpositionen unnötig macht. Präpositionen werden also nur verwendet, wenn zusätzliche Informationen im Satz vorkommen sollen.
Eine typische Anwendung sind Informationen über Ort und Zeitpunkt. In diesem Fall können einfach die Zeitmarkierungen präpositional gebraucht werden. Die geistige Reise geht dann vom entsprechend angegebenen Ort bzw. Zeitpunkt aus.
```
(27) vi la xamburk. pu li 1995

     [Nähe:] Hamburg [zeitlich-vor] [Zahl:] 1995
     
in der Nähe von Hamburg vor 1995
```

li (aus LI) ist der Deskriptor für reine Zahlen.
Andere Präpositionen werden aus den Satzwörtern abgeleitet. Mit Hilfe des Strukturworts fi'o lässt sich aus jedem Satzwort eine Präposition gewinnen. ciska hat die Struktur „x1 schreibt x2 auf x3 mit Schreibwerkzeug x4“, also keinen Platz für Farbe. fi'o skari bedeutet etwa „in der Farbe“.
```
(28) mi ciska da fi'o skari le blanu 

     ich schreiben [unbestimmtes Pronomen] [Präposition:] in-Farbe Blau
     
Ich schreibe etwas in Blau.
```

Um viele längliche fi'o-Konstruktionen zu vermeiden, gibt es für einen Satz feste Präpositionen, die von besonders wichtigen Satzworten abgeleitet sind. bau ist die Präposition für bangu („x1 ist die Sprache, die von x2 benutzt wird, um x3 auszudrücken“).
```
(29) mi ciska bau la lojban.

     ich schreibe [in-Sprache] Lojban
     
Ich schreibe auf Lojban.
```

Lojbanische Präpositionen haben also eine deutlich engere Bedeutung als deutsche Präpositionen wie z. B. „auf“ oder „in“.

### Abstraktionen
Bei Abstraktionen handelt es sich um spezielle Konstruktionen, die in Lojban abstrakte Nomen und Nebensätze ersetzen. Eine Abstraktion besteht immer aus einem Abstraktor (einem Strukturwort der Klasse NU) und einem kompletten Satz. nu selbst bedeutet etwa „ist das Ereignis von …“.
```
(30) ti nu le mamta cu prami

     das-hier [Ereignis:] lieben Mutter
     
Das ist Mutterliebe.
```

Wörtlich heißt das Beispiel etwa: „Das ist ein Ereignis von die Mutter lieben.“ Abstraktionen verhalten sich genau wie einfache Satzwörter. Insbesondere können sie z. B. mit Deskriptoren benutzt werden:
```
(31) lenu la brutus. .e la longinus. catra la kaisar.

     [Ereignis:] Brutus und Longinus töten Caesar
     
die Ermordung des Caesar durch Brutus und Longinus
```

Neben nu gibt es noch eine Reihe weiterer Abstraktoren, z. B. ka („die Eigenschaft …“) oder du'u. du'u bedeutet etwa „die Aussage …“ und entspricht am ehesten dem deutschen „dass“.
```
(32) mi djuno ledu'u la kaisar. se catra

     ich wissen [Aussage:] Caesar [x1:x2] töten
     
Ich weiß, dass Caesar getötet wurde.
```

### Textstruktur
Da Lojban darauf abzielt, gesprochenen und geschriebenen Text möglichst ähnlich zu halten, enthält das Vokabular auch Strukturworte, die am ehesten deutschen Satzzeichen entsprechen. .i (aus I) trennt zwei Sätze voneinander. Ein .i am Textanfang oder -ende ist zwar grammatikalisch nicht falsch, aber auch nicht nötig. Zwischen je zwei Sätzen muss allerdings immer eine dafür geeignete Vokabel wie das .i stehen. Findet in einem Gespräch ein Sprecherwechsel statt, kann der neue Sprecher seine Rede mit .i einleiten, muss dies aber nicht tun.
Statt .i können auch ni'o und no'i (aus NIhO) benutzt werden. Beide Worte entsprechen etwa einem Absatz, wobei ni'o ein neues Thema und no'i die Wiederaufnahme eines Themas anzeigt. Größere Einschnitte können durch Wiederholung von ni'o oder no'i gekennzeichnet werden (z. B. ni'oni'o).
.y. (aus Y) zeigt ein Zögern des Sprechers an und entspricht dem deutschen „Äh“ oder „Ähm“.
Das Wort fa'o (aus FAhO) zeigt an, dass kein weiterer Text folgt. Es ist aber zu beachten, dass fa'o nicht für die alltagssprachliche Kommunikation gedacht ist, sondern dazu dient, Computern das Ende einer Eingabe zu signalisieren.

## Verwendung
Loglan, der Vorläufer von Lojban, wurde entwickelt, um die Sapir-Whorf-Hypothese zu überprüfen. Dieser Gedanke ist aber mit zunehmender Kritik an der Hypothese immer mehr in den Hintergrund getreten.
Im IRC wird auch in und über Lojban gechattet und es finden sich einige Übersetzungen verschiedener Texte im Internet (z. B. auf der Homepage der LLG). Die LLG veröffentlichte außerdem zwischen September 2005 und Januar 2006 insgesamt vier Podcast-Sendungen unter dem Titel „jbocradi“ über und auf Lojban, die allerdings wenigstens auf der LLG-Website nicht mehr abrufbar sind.

## Sprachprobe
Als Beispiel für einen etwas längeren Text auf Lojban folgt ein Zitat aus der Übersetzung der berühmten Rede „I Have a Dream“ (dt.: „Ich habe einen Traum“) von Martin Luther King vom 28. August 1963 auf Lojban:
| Nr. | Lojban | Englisch | Deutsch |
| --- | --- | --- | --- |
| 1   | mi fi do ca cusku doi pendo fe ledu'u mi mu'inai loi cazi li'i nandu joi se steba cu ca'o pacna da | I say to you today, my friends, that in spite of the difficulties and frustrations of the moment, I still have a dream. | Ich sage euch heute, meine Freunde, dass ich trotz der augenblicklichen Schwierigkeiten und Frustrationen immer noch einen Traum habe. |
| 2   | .i da mutce se jicmu le'e merko se pacna | It is a dream deeply rooted in the American dream. | Es ist ein Traum, der tief im amerikanischen Traum verwurzelt ist. |
| 3   | .i mi pacna lenu levi natmi baco'a virnu gi'e tarti tu'a le fatci smuni be leri kriselsku po'u lu mi xusra ledu'u ledi'e jetnu si'unai se jimpe .itu'e ro remna cu jikydunli co'a lenu ri se zbasu li'u | I have a dream that one day this nation will rise up and live out the true meaning of its creed: „We hold these truths to be self-evident: that all men are created equal.“ | Ich habe einen Traum, dass sich diese Nation eines Tages erheben wird und der wahren Bedeutung ihres Glaubensbekenntnisses, „Wir halten diese Wahrheiten für offensichtlich, dass alle Menschen gleich geschaffen sind.“, gerecht wird. |
| 4   | .i mi pacna lenu vi le xunre cmama'a be la djordjas. lei se dzena be loi pu selfu se jibri ponse lei se dzena be loi pu selfu se jibri baco'a kasyzutla'i le kamcectamne jubme | I have a dream that one day on the red hills of Georgia the sons of former slaves and the sons of former slaveowners will be able to sit down together at a table of brotherhood. | Ich habe einen Traum, dass auf den roten Hügeln von Georgia eines Tages die Söhne von früheren Sklaven und die Söhne von früheren Sklavenbesitzern gemeinsam an einem Tisch der Brüderlichkeit sitzen können. |
| 5   | .i mi pacna lenu vi le mu'a .ua la misisipis. jectypau noi pe'a tolfre je glaxlafri ki'u lenu crogla fa le ka tolpajvrude je kusryjatna cu ba se galfi fi lo zancilmystu pe'a be leka zifre je pajvrude | I have a dream that one day even the state of Mississippi, a desert state, sweltering with the heat of injustice and oppression, will be transformed into an oasis of freedom and justice. | Ich habe einen Traum, dass eines Tages selbst der Staat Mississippi, ein Staat, der in der Hitze der Ungerechtigkeit und Unterdrückung schmort, zu einer Oase der Freiheit und Gerechtigkeit wird. |
| 6   | .i mi pacna lenu lemi vo panzi baco'a xabju lo jecta noi ra se pajni ji'u le skari be lera skapi be'o na.e le selkai be lera nuntarti | I have a dream that my four children will one day live in a nation where they will not be judged by the color of their skin but by the content of their character. | Ich habe einen Traum, dass meine vier Kinder eines Tages in einer Nation leben werden, in der sie nicht nach ihrer Hautfarbe, sondern nach dem Wesen ihres Charakters beurteilt werden. |
| 7   | .i mi cabdei pacna da | I have a dream today. | Heute habe ich einen Traum. |
| 8   | .i mi cabdei pacna lenu le la .alybamas. jectypau noi le le ke'a turni ku ctebi ca pe'a cilmo leka bradi je xauprepro cu ba se galfi fi lo se tcini be lenu loi xekri nanla .e loi xekri nixli loi blabi nanla .e loi blabi nixli cu simxanjai gi'e tamne kasydzu | I have a dream that one day the state of Alabama, whose governor's lips are presently dripping with the words of interposition and nullification, will be transformed into a situation where little black boys and black girls will be able to join hands with little white boys and white girls and walk together as sisters and brothers.                                           | Ich habe einen Traum, dass eines Tages in Alabama, dem Staat, dessen Gouverneur heute mit Einsprüchen und Annullierungen von sich reden macht, dass dort kleine schwarze Jungen und schwarze Mädchen kleinen weißen Jungen und weißen Mädchen geschwisterlich die Hände reichen können. |
| 9   | .i mi pacna da | I have a dream. | Ich habe einen Traum. |
| 10  | .i mi caki pacna di'e .itu'e ro ma'arbi'i ba galtu .i ro cmana ba dizlo .i ro rufsu tumla ba xutla .i ro korcu pluta ba sirji .i le la jegvon. kamymisno ba tolcanci .i ro se rectu ba simkansa viska ra tu'u | I have a dream that one day every valley shall be exalted, every hill and mountain shall be made low, the rough places will be made plain, and the crooked places will be made straight, and the glory of the Lord shall be revealed, and all flesh shall see it together. | Ich habe einen Traum, dass eines Tages jedes Tal erhöht und jeder Hügel und Berg erniedrigt werden. Die unebenen Plätze werden flach und die gewundenen gerade, „und die Herrlichkeit des Herrn soll offenbart werden und alles Fleisch miteinander wird es sehen“. |
| 11  | .i la'ede'u se pacna mi'o | This is our hope. | Dies ist unsere Hoffnung. |
| 12  | .i le la'ede'u se krici cu ckaji mi ca lenu mi pu xrukla le nanmerko | This is the faith with which I return to the South. | Dies ist der Glaube, mit dem ich in den Süden zurückgehen werde. |
| 13  | .i mi'o sekai le la'ede'u selkri cu pe'a kakpa cpacu fi le nuntolpacna cmana fe le nunpacna rokci | With this faith we will be able to hew out of the mountain of despair a stone of hope. | Mit diesem Glauben werden wir aus dem Berg der Verzweiflung einen Stein der Hoffnung meißeln. |
| 14  | .i mi'o sekai le la'ede'u selkri cu kakne gafygau fi le fanza ka lemi'o natmi cu nalsimsarxe kei le melbi ke jiktamne cabysna | With this faith we will be able to transform the jangling discords of our nation into a beautiful symphony of brotherhood. | Mit diesem Glauben werden wir fähig sein, die klirrenden Misstöne unserer Nation in eine wunderbare Symphonie der Brüderlichkeit zu verwandeln. |
| 15  | .i ca lenu mi'o gasnu lenu le kamzifre cu janbe | Let freedom ring. | Lasst die Glocken der Freiheit klingen. |
| 16  | .i ca lenu gasnu lenu ri janbe vi ro cmatca .e ro jectypau .e ro tcadu kei mi'o lirgau le djedi poi ro panzi be la jegvon. be'o noi xekri ja blabi gi'e xebro ja nalxebro gi'e se lijdrprotestante ja se lijdrkatoliko cu simxanjai ca ke'a gi'e sanga le slabu ke frikymerko jdaselsanga po'u lu .i co'a .u'a zifre .i co'a .u'a zifre .i ki'e jegvon. noi tsarai ku'o mi'a co'a .u'a zifre li'u | When we let it ring from every village and every hamlet, from every state and every city, we will be able to speed up that day when all of God's children, black men and white men, Jews and Gentiles, Protestants and Catholics, will be able to join hands and sing in the words of the old Negro spiritual, „Free at last! free at last! thank God Almighty, we are free at last!“ | Wenn wir in jedem Dorf und jedem Weiler die Glocken der Freiheit erklingen lassen, in jedem Staat und jeder Stadt, werden wir schneller den Tag erleben, an dem sich alle Kinder Gottes, Schwarze und Weiße, Juden und Christen, Protestanten und Katholiken, die Hände reichen und die Worte des alten Spirituals: „Endlich frei, endlich frei. Dank dem allmächtigen Gott sind wir endlich frei.“, singen können. |